# Lonesome Street
"Lonesome Street" é uma canção da banda britânica Blur, parte do álbum The Magic Whip. Foi lançada como terceiro single do projeto, em abril de 2015. A faixa foi lançada nas rádios norte-americanas em 30 de março do mesmo ano. A versão em videoclipe contou com cenas interpretativas de dançarinos chineses da Phoenix Fly Line Dancing Group e alcançou mais de 1 milhão de visualizações.

## Faixas
Todas as faixas escritas e compostas por Damon Albarn, Graham Coxon, Alex James e Dave Rowntree. 
| N.º            | Título                            | Duração |  |
| 1.             | "Lonesome Street" (Radio Edit)    | 3:21    |  |
| 2.             | "Lonesome Street" (Album Version) | 4:23    |  |
| 3.             | "Lonesome Street" (Instrumental)  | 4:23    |  |
| Duração total: | Duração total:                    | 12:07   |  |